# Star Wars: Síla se probouzí
Star Wars: Síla se probouzí (v anglickém originále Star Wars: The Force Awakens) je americký sci-fi film z roku 2015, v pořadí sedmý díl hlavní ságy světa Star Wars. Film natočil režisér J. J. Abrams, který se už osvědčil restartováním ságy Star Trek. Film produkovalo studio Walt Disney Pictures, jež v roce 2012 koupilo práva od George Lucase. George Lucas se na tomto díle podílel pouze v pozici kreativního konzultanta.
Snímek představuje návrat ke kořenům původní ságy, ať už pro návrat původních postav staré trilogie a jistou dávkou nostalgie, tak pro skloubení moderních digitálních a praktických efektů. Příkladem jsou loutky nebo skutečně fungující model astrodroida BB-8.

## Postavy a jejich představitelé
Na straně Odboje a světlé strany síly stojí známé postavy z předchozích epizod: Luke Skywalker (Mark Hamill), Leia Organa (Carrie Fisher), Han Solo (Harrison Ford), Žvejkal (Peter Mayhew), R2-D2, C-3PO (Anthony Daniels) a Admirál Ackbar. Dále dezertér z řad vojáků Prvního řádu FN-2187, který si říká Finn (John Boyega), Rey (Daisy Ridley) doprovázená astromechanickým droidem BB-8, letec Poe Dameron (Oscar Isaac), věštkyně Maz Kanata (Lupita Nyong'o) a Lor San Tekka (Max von Sydow).
Na temné straně síly stojí organizace zvaná První řád, která vznikla na troskách zaniklého Impéria. První řád je veden záhadnou postavou zvanou Vrchní vůdce Snoke (Andy Serkis). Tomuto uskupení slouží temný rytíř s vlastnoručně vyrobeným světelným mečem se záštitou ve tvaru kříže jménem Kylo Ren (Adam Driver), vůdce řádu jménem Rytíři z Renu (Knights of Ren). Podle sdělení J. J. Abramse se nejedná o sitha. Dalšími postavami na straně Prvního řádu jsou kapitánka Phasma (Gwendoline Christie), přezdívaná Chrometrooper kvůli svému kovově lesklému brnění, a generál Hux (Domhnall Gleeson), který velí základně Hvězdovrah (Starkiller Base).

### Český dabing
| Postava          | Dabing               |
| ---------------- | -------------------- |
| Rey              | Eva Josefíková       |
| Finn             | Filip Tomsa          |
| Poe Dameron      | Filip Blažek         |
| Kylo Ren         | Štěpán Benoni        |
| Han Solo         | Jiří Štěpnička       |
| Leia Organa      | Milena Steinmasslová |
| Generál Hux      | Radek Valenta        |
| Maz Kanata       | Tereza Bebarová      |
| Snoke            | Jan Šťastný          |
| C-3PO            | Jaroslav Plesl       |
| kapitánka Phasma | Stanislava Jachnická |

## Děj

### Události mezi šestou a sedmou epizodou
Po skončení šestého dílu byla obnovena Republika. Han Solo a Leia Organa se stali manželi a později se jim narodil syn Ben, který zdědil po matce a dědovi (Anakinu Skywalkerovi/Darth Vaderovi) schopnost ovládat Sílu. Jeho rodiče jej přihlásili do chrámu Jediů, který znovu založil Luke Skywalker za účelem vychovat nové rytíře Jedi. V Benovi se však stejně jako kdysi v jeho dědovi začaly objevovat sklony k temné straně Síly, kterým podlehl. Ben byl pak pravděpodobně sveden záhadným uživatelem temné strany Síly známým jako Snoke, nejvyšším vůdcem (Supreme Leader) zlotřilého Prvního řádu. Poté Ben převzal jméno Kylo Ren, pravděpodobně utvořil skupinu zvanou Rytíři řádu Ren a s ní povstal proti Lukeovi a jeho lidem na planetě, kde Luke učil nové Jedie. První řád poté narušil mír v Republice. Po těchto událostech se manželství Hana a Leii rozpadlo, Luke patrně ze zklamaní z Benovy zrady bez rozloučení zmizel. Zanechal pouze mapu cesty k místu, kde se nachází. Její větší část uložil do droida R2-D2, který však po Lukově odchodu přešel do hibernace. Zbytek mapy se blíže neurčeným způsobem dostal na planetu Jakku k muži jménem Lor San Tekka.

### Děj sedmého dílu
Příběh se odehrává třicet let po ukončení šestého dílu. Děj začíná na planetě Jakku, kde se vylodí stormtroopeři Prvního řádu hledající mapu cesty k Luku Skywalkerovi. Lor San Tekka ji předá pilotovi jménem Poe Dameron, který ji pro větší bezpečnost uloží do droida BB-8. Oba se snaží utéci, ale Poe je zajat vojáky Prvního řádu, když se snaží pomoci Lorovi, který je poté zabit Kylo Renem. Droidovi se podaří uniknout a dostává se k dívce jménem Rey žijící také na Jakku. Dameron je odvezen do sídla Prvního řádu, na hlavní křižník Prvního Řádu. Kylo jej mučí a donutí jej říci, kde se ukrývá mapa. Následně znovu vyšle na planetu stormtroopery, aby vyhledali droida BB-8.
Mezitím jeden ze stormtrooperů, nesoucí označení FN-2187, zděšený a znechucený životem vojáka Prvního řádu, pomůže Poeovi uniknout stíhačkou TIE. Poe mu, po zjištění že nemá žádné jméno, začne místo FN-2187 říkat Finn. Před odletem poničí střelbou zařízení na střílení a zabijí několik vojáků. Krátce po startu je jejich stíhačka sestřelena a havarují na Jakku. Finn přežije, ale pilot Poe není k nalezení a zdá se, že nepřežil. Finn najde na planetě Poeova droida BB-8 a seznámí se s Rey. Krátce poté však Rey, Finna a droida objeví i vojáci Prvního řádu. Rey, Finnovi i BB-8 se i přes palbu z blasterů a stíhaček podaří uniknout ve staré nepoužívané corelliánské lodi, ze které se vyklube Millennium Falcon. Loď objeví její právoplatný majitel Han Solo a Chewbacca, kteří po Falconu již nějaký čas pátrají. Po bitce s gangstery pronásledujícími Hana všichni odlétají za věštkyní Maz Kanatou na planetu Takodana. Han po zjištění, že se v BB-8 ukrývá část mapy cesty k jeho starému příteli Lukovi, po ní žádá, aby droida dostala na základnu Odboje k Leie. Rey se náhodou dostane do podzemí, kde nalezne světelný meč. Poté, co se jej dotkne, se jí zjeví minulost a Maz jí vyjeví, že se jedná o zbraň, kterou dříve vlastnili Anakin Skywalker a následně jeho syn Luke Skywalker. Rey je prý souzeno vzít si meč, ale ta odmítne a uteče.
První řád po poradě nejvyššího vůdce Snoka, generála Huxe a Rena zničí pomocí bitevní stanice Hvězdovrah Starkiller Base soustavu Hosnian včetně planety Hosnian Prime, kde sídlila Nová Republika a následně obsadí planetu, na které jsou Han a jeho posádka. Kylo Ren v lese vypátrá a unese Rey a stormtroopeři mezitím po krátkém boji zajmou Hana, Chewbaccu a Finna. To už ale do boje zasáhne i Odboj a První Řád je nucen ustoupit. Na Takodanu se dostavuje také Generálka Odboje Leia Organa a po dlouhé době se shledá s Hanem a mluví o jejich synovi Kylo Renovi (Ben Solo). Han a jeho společníci odlétají se zbytkem Odboje ve Falconu na planetu D'Qar kde se nachází základna Odboje. Tam Finn zjistí, že Poe žije a poskytne Odboji informace o základně Hvězdovrah. Leia po zjištění, že První řád chce zničit jejich planetu, vyšle Finna, Hana a Chewbaccu, aby vyřadili ochranný štít Hvězdovraha, čímž by umožnili napadení a zničení bitevní stanice, a zároveň aby zachránili Rey. Dívka v sobě začne objevovat schopnost používat Sílu, díky níž ovlivní mysl jednoho z vojáků Prvního řádu a přinutí jej vypustit ji z vězení. Finn a jeho společníci úspěšně proniknou na bitevní stanici a donutí kapitánku Phasmu, velitelku stormtrooperů, aby vypnula ochranný štít. Poe vede útok, který má zničit Hvězdovraha. Rey utíkající před vojáky Prvního řádu najde Hana a jeho přátele a připojí se k nim. Ukáže se, že zničení bitevní stanice nebude možné bez dalšího zásahu zevnitř a Han s Chewbaccou rozmisťují na klíčovém zařízení stanice bomby. Han přitom zahlédne svého syna, za kterým se vydá a snaží se jej obrátit zpět ke světlé straně. Kylo Ren předstírá lítost, ale poté svého otce probodne světelným mečem. Smrt Hana vycítí Leia a nese ztrátu těžce. Pilotům se po výbuchu bomb a s tím souvisejícím dalším oslabením obrany bitevní stanice podaří zasáhnout klíčové zařízení střelami a Hvězdovrah se začíná rozpadat.
Rey a Finn prchají lesem na povrchu Hvězdovraha, jsou však pronásledováni a nuceni bojovat s Kylo Renem světelným mečem. Zpočátku bojuje pouze Finn (Rey je Kylovou Silou odhozena a na chvíli omráčena), který je však Kylem těžce zraněn. Rey opět využije Sílu, díky níž si přitáhne světelný meč, a v boji s Kylem, který je již v tuto chvíli vážně zraněn, postupně získá navrch, nedostane se však k tomu, aby Kyla mohla zabít, když je od sebe oddělí hluboká trhlina v zemi. Utečou pryč a nechají Kyla napospas. Doletí pro něj loď Prvního řádu s cílem dopravit ho za Snokem. Rey, Chewbaccovi a Finnovi, který je v kómatu, se podaří odletět. Následně Hvězdovrah exploduje. Trojice odletí na základnu Odboje. R2-D2 se probírá z hibernace a společně s BB-8 ukáží Leie a ostatním celou mapu cesty k Luku Skywalkerovi. Za Lukem se vydává Rey, Chewbacca a R2D2 na žádost Leii. Rey Luka skutečně nalezne na planetě Ahch-To a v závěrečné scéně mu vrací jeho starý světelný meč.

## Prostředí
Děj se odehrává na pouštní planetě Jakku, zprostředkované natáčením v Abú Zabí. Další scény se natáčely v ateliérech v Londýně a v Skellig Michael v hrabství Kerry v Irsku. Posádka se vrací také do dobře známé lodi Millennium Falcon (Sokol tisíciletí).

## Premiéra
Světová premiéra filmu proběhla v Los Angeles, v Kalifornii. Stalo se tak večer 14. prosince 2015, tři dny před oficiálním uvedením filmu do kin.

## Přijetí

### Tržby
Film ihned od premiéry sbíral jeden rekord za druhým. V USA například zlomil rekord v tržbách za premiérový den (1205 milionů dolarů) a první víkend (238 milionů dolarů). Za první víkend film celosvětově vydělal 517 milionů dolarů. Rekord padl i v České republice, kde film za otevírací víkend vydělal 37,2 milionů korun s návštěvností 234 034 diváků. V USA film pokořil i rekord v tržbách za druhý víkend. Za pouhých dvanáct dní film v USA vydělal 544 milionů dolarů a celosvětově pokořil hranici jedné miliardy dolarů. Po třetím víkendu se celosvětové tržby vyšplhaly na 1,5 miliardy dolarů (po 17 dnech v distribuci). I díky silným víkendovým tržbám (v USA 90 milionů dolarů) byl první lednový víkend celkově druhým nejvýdělečnějším lednovým víkendem v historii. Snímek je také jediným, který v USA utržil více než 900 milionů dolarů, čehož dosáhl za 50 dní v distribuci. Současně jako třetí film v historii pokořil hranici 2 miliard dolarů v celosvětových tržbách, toho docílil za 53 dní. Avšak se zohledněním inflace, stále neutržil více než původní film Star Wars: Nová naděje z roku 1977.

### Kritiky
Snímek Star Wars: Síla se probouzí zaznamenal celkově kladné hodnocení. Na serveru Rotten Tomatoes obdržel hodnocení 92 %, založené na 332 recenzích, z nichž bylo 307 kladných. Na serveru Metacritic zase získal skóre 81 ze 100, zakládající se na 52 odborných recenzích. Na českém agregátoru recenzí Kinoboxu má film hodnocení 82 %, založené na 40 českých recenzích.

## Sequel trilogie
Epizody VII, VIII a IX se řadí do takzvané „sequel“ (navazující) trilogie. Rian Johnson potvrdil v srpnu 2014, že bude režírovat osmou epizodu. Scény z osmé epizody byly již natáčeny, stejně jako sedmá epizoda, v Pinewood Studiu, poblíž Londýna.

## Fotogalerie

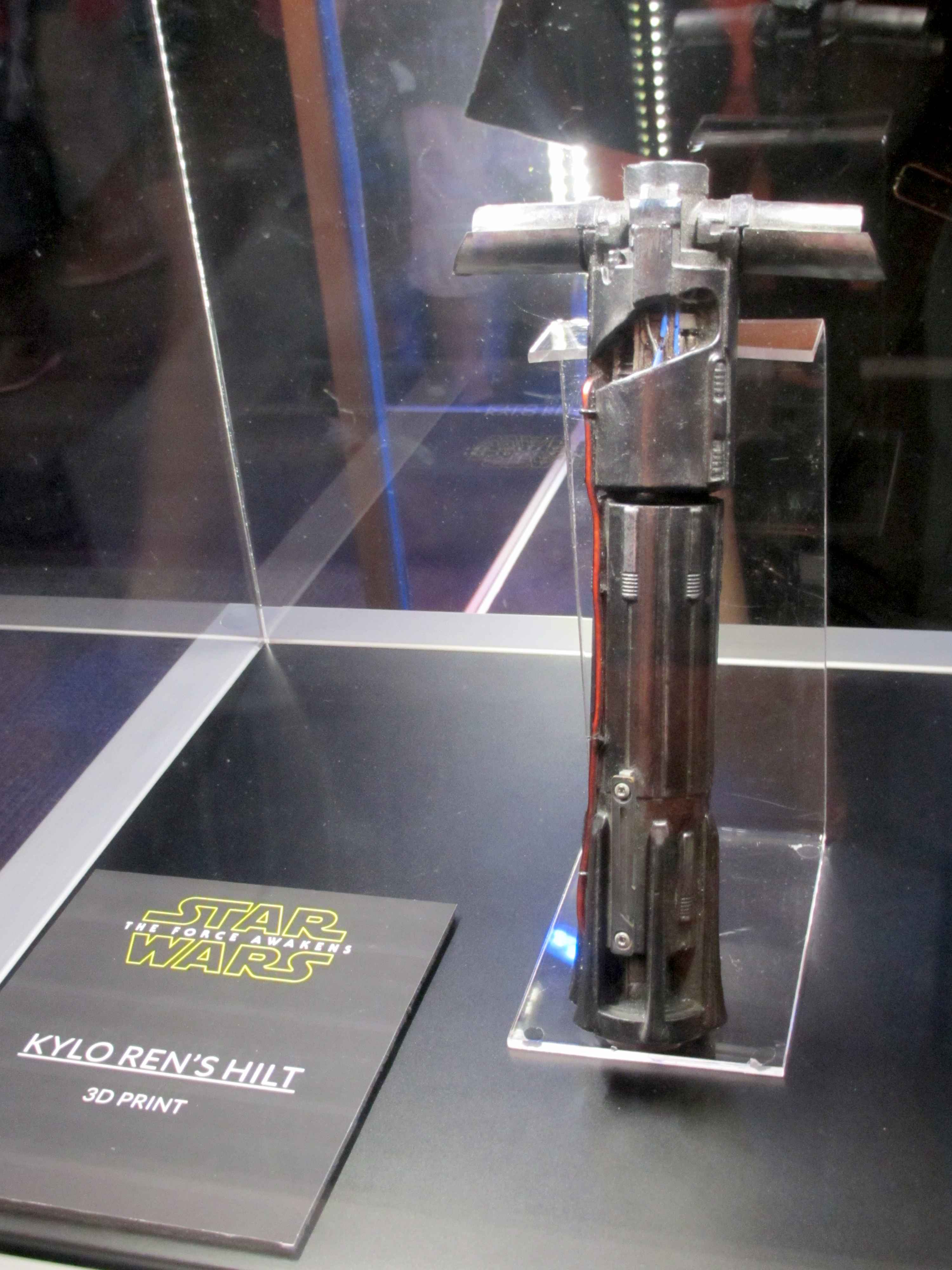
Světelný meč se záštitou
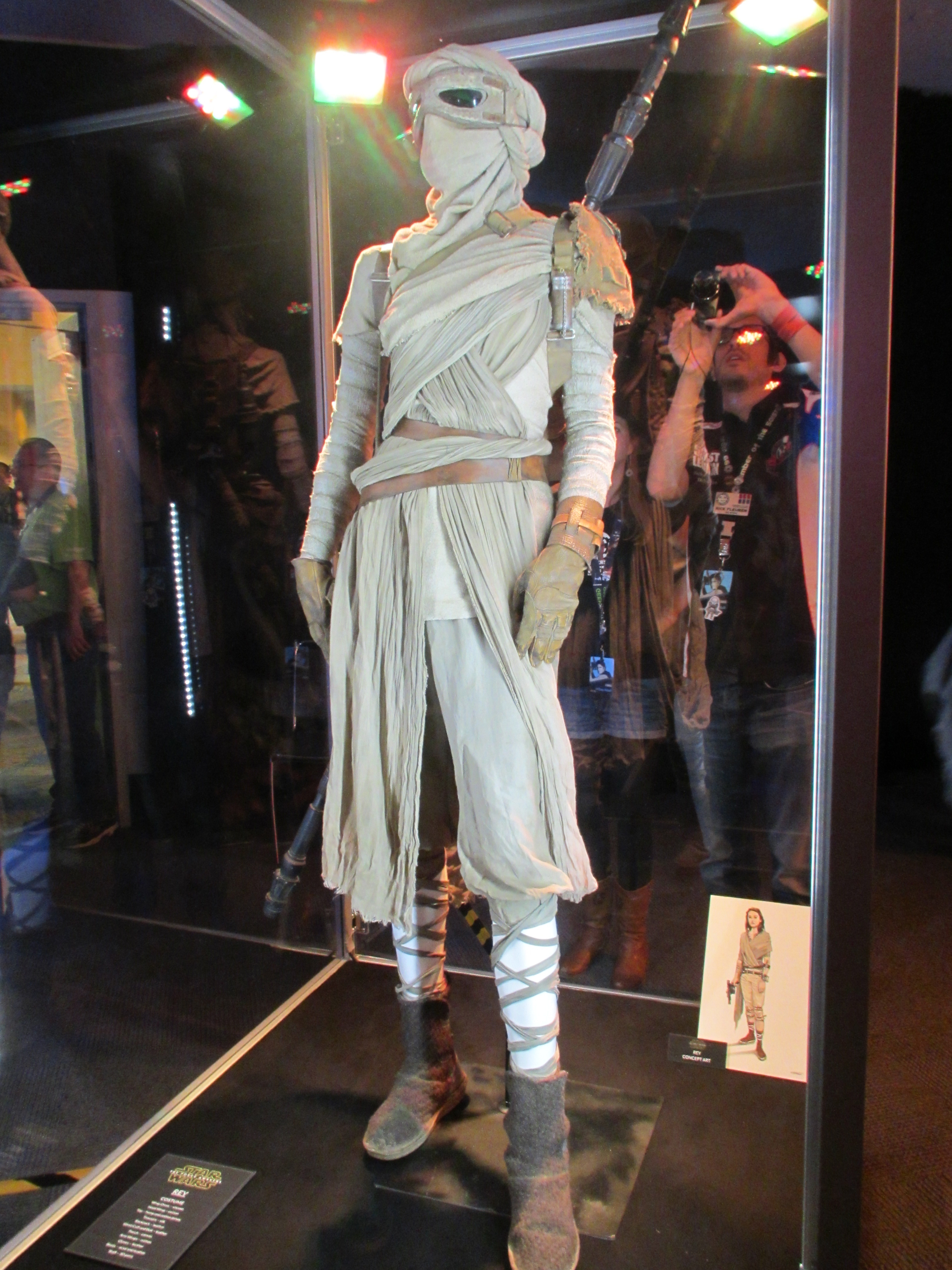
Kostým Rey